# Gråskärsbådan
Gråskärsbådan, på finska Halliluoto, är ett av de yttersta skären i skärgården utanför Helsingfors. Namnet skrivs något olika på olika kartor; Gråskärsbådan eller Gråskärsbådarna (den består av tre klackar) på de flesta sjökort, Gråsälsbådan på lantmäteriverkets topografiska karta, och Gråskälsbådan eller Gråsjälsbådan bland äldre ortsbefolkning. Namnet torde, liksom de flesta öar med likartade namn, ursprungligen ha kommit från djurarten gråsäl.

## Geografi
Raden av skär är på längden knappt 150 m och ungefär 50 m bred. På det högsta, 6,7 m höga mellersta skäret finns en sektorfyr som blinkar med 3 s mellanrum och är synlig 6 NM. Fyren är byggd 1927, och ombyggd flera gånger sedan dess. Den är 9,4 m hög och drivs i dag av solpaneler. Fyren fyllde en klar funktion; strax österom skären finns en ostprick. Öster om den är det fritt vatten, men västerut finns ett otal grynnor och några klackar som sticker upp: Sankbådan och Västerbådan på nästan 2 km avstånd.

## Förlisningar

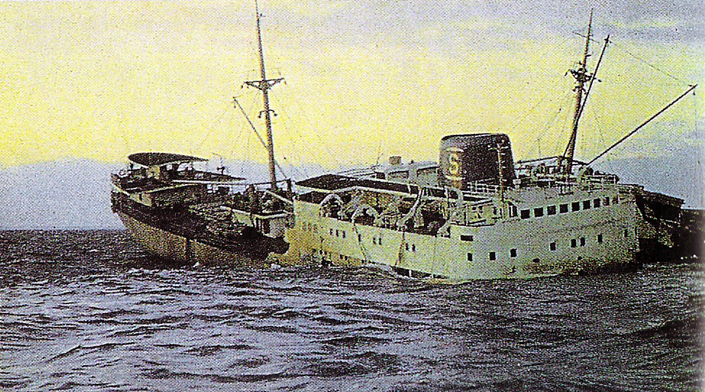
Akterdelen av vraket av MS Coolaroo vid Gråskärsbådan, innan den sjönk definitivt. Bakom skymtar fören, som vikt sig som en fällkniv

Skären har genom åren varit skådeplats för flera dramatiska skeppsbrott, de tidigaste kända på 1700-talet. 
- I oktober 1882 rände ångaren SS Porthan upp på grundet i svår dimma. Den var byggd på Bergsunds Mekaniska Verkstad 1864 och var en av de första större propellerångarna i linjetrafik på Finland. Rederiet var Åbo Nya Ångfartygsbolag och den seglade rutten Åbo-Helsingfors-Lübeck-Reval (Tallinn)-Åbo. Den kunde ta 60 passagerare i salongen, men vid skeppsbrottet fanns dock inga passagerare ombord, och den 17 man starka besättningen kunde oskadd ta sig in till Helsingfors. Fartyget blev däremot vrak i en storm som blåste upp samma dag.
- I en snöstorm i skymningen på juldagen 1931 mötte FÅA:s 1883 byggda SS Orion sitt öde vid Gråskärsbådan. De flesta ombordvarande bärgades av patrullbåten Aura, men nio besättningsmän kom ut på drift då en åra brast i deras livbåt och de inte orkade ro längre, nedkylda och nedisade som de var. Livbåten drev i land på Porkala udd och alla klarade livhanken.
- I slutet av oktober 1961 hade det svenska kylfartyget MS Coolaroo precis lämnat av lotsen innanför Helsingfors kassun. Av någon anledning styrde det 45°För nordlig kurs, och rände upp på ett av de sydligaste grunden kring Gråskärsbådan. I sjöförklaringen uppgav befälhavaren att han misstagit fyren på Gråskärsbådan för Helsingfors kassun. Ett tjugotal ombordvarande bärgades samma kväll, och befälhavaren och de återstående besättningsmedlemmarna inom några dagar. Coolaroo var byggt 1956 på Eriksberg för rederiet Transmark Ab (i Transatlanticgruppen) och alltså förhållandevis nytt. Envisa försök att bärga fartyget fortsatte hela hösten, men vädret var alltmer besvärligt, och i en storm i början av december bröts Coolaroo itu, och förskeppet sjönk. Därefter såldes resten till skrot, men också skrotbärgningen var besvärlig, och en stor del av fartyget ligger kvar på botten kring skäret.[4] Coolaroos skeppsklocka köptes av Esbo Segelförening som använder den som signalklocka under tävlingar vid sitt klubbhus på Pentala.

Trots dramatiken har inga människoliv gått till spillo i skeppsbrotten under de senaste seklen. Däremot har en sportdykare förolyckats vid vraket av Coolaroo 1994. Av ett jaktsällskap på fyra personer 1855 överlevde bara en då de överraskades av en storm under en sjöfågelsjakt.
Under fyren finns en bunker från Vinterkriget och fyren står på en kanonlavett från samma period.